# Pueblos nuba
Para la composición musical denominada nuba, véase Música andalusí.
Los nuba son un conjunto de grupos étnicos que habitan en Kordofán, en Sudán.

## Etnias
El pueblo nuba agrupa a más de veinte grupos étnicos diferentes que se localizan en la cadena montañosa de nuba situada en el sur de Kordofán, la provincia sur del Sudán. Se llaman a sí mismos la “gente de las colinas”, dado el lugar que habitan, y sus poblados son permanentes (al contrario de muchos de sus vecinos de las llanuras) porque en las colinas nunca falta el agua.
Las colinas han demostrado ser una magnífica defensa natural contra la influencia externa, incluso de la cultura árabe que ha absorbido a las tribus vecinas. Aun así, entre ellos hay marcadas diferencias. Los nuba hablan más de cincuenta dialectos distintos y muchos grupos tienen formas de vida totalmente dispares. Algunas de las principales tribus nuba son los acheron, dagik, kadaru, katcha-kadugli-miri, katla, ko, koalib, moro, ngile, otoro, shwai, tagoi, tegali, etc.
Los nuba han sufrido mucho en los últimos tiempos, por los intentos del gobierno para expropiar tierras.

## Organización social
La mayoría de los clanes Nuba se organizan socialmente de forma patrilineal (descendencia y propiedad mantenida por la línea paterna), aunque algunos Nuba del sur lo hacen de forma matrilineal.
Los miembros de un clan pueden estar predestinados, a través del padre o de la madre, a dedicarse a proporcionar determinados servicios a la sociedad. Asimismo, en algunas zonas cada clan se encarga de algún trabajo o función (ceremonias, administración de alimentos...) que repercute en beneficio de toda la comunidad.

## Asentamientos
Las aldeas Nuba, antes situadas en lo alto de las colinas como método de defensa, se construyen ahora en una zona más baja, donde es más fácil conseguir agua y cultivar la tierra. Cada familia suele poseer al menos tres construcciones: una para dormir, de forma circular con el techo de paja; otra con la cocina y una última como almacén de grano. Cuando un hombre se casa con una mujer, construye para ella una casa, y la novia vive con sus padres hasta que la vivienda está terminada.
Algunas construcciones de los Nuba, como las de la zona de Korongo, son especialmente artísticas. Son construcciones enlazadas de seis en seis y rodeadas por un muro común. La cara externa de éste, de tierra (Grafítica y Azulada) se pule hasta que brilla intensamente. Estas paredes se decoran con exóticos dibujos en color escarlata, blanco y amarillo ocre.

## Economía
Las huertas cercanas a las viviendas les suministran las provisiones necesarias para autoabastecerse. Cultivan mijo (base de su alimentación), sésamo, cacahuete, tabaco, alubias, maíz, cebollas, etc. También crían ganado, que les proporciona carne y leche fresca. El campo y el ganado durante la estación húmeda, ocupan la mayor parte de la jornada. Con la llegada de la estación seca, el trabajo en el poblado se relaja y los nuba pueden dedicar mucho tiempo a sus actividades preferidas: el deporte y la lucha.

## Costumbres
Los niños aprenden a pelear desde edades muy tempranas y al alcanzar la pubertad ya disfrutan de los duros enfrentamientos entre aldeas, que otorgan al poblado vencedor un gran prestigio. Tal es la importancia de la lucha, que la virilidad se mide por la habilidad y la fuerza en las disputas. Un joven que no posea la destreza suficiente tendrá problemas para encontrar pareja.
Algunas de estas luchas se llevan a cabo por hombres más maduros, y se participa con lanzas y escudos. Estas peleas, más peligrosas, requieren un importante grado de habilidad. Otra variedad incluye el uso de garrotes. Pero todavía existe una variante mucho más peligrosa: la lucha de brazalete. Esta pervive ocasionalmente en las zonas más remotas, y consiste en luchar con un gran brazalete atado al brazo y atrapando la cabeza del adversario.
Bajo la práctica del deporte subyace un pensamiento importante para los nuba: si los jóvenes son fuertes, toda la comunidad lo será. Así, la lucha, contiene un sentimiento religioso, exteriorizado en los cuerpos cubiertos de ceniza sagrada de los luchadores.
Esta ceniza representa la resistencia, la virilidad, incluso la eternidad, y se considera que un nuba cubierto de ceniza adquiere un carácter sagrado. Otro de sus usos es frotarla por todo el cuerpo para ritos ceremoniales tales como evitar las tormentas de viento (habub) que a veces azotan los poblados.

## Creencias
Las creencias de los nuba tienen su máximo representante en la figura del chamán. Es él quien se relaciona con los poderosos espíritus para mejorar la caza, obtener lluvia, sanar enfermedades, proteger las cosechas o propiciar la fecundidad.
Aunque el islam se está introduciendo en estas comunidades, los nuba mantienen sus antiguas creencias entremezcladas con el nuevo credo. Antiguas tradiciones como la lucha (muy practicada entre los nuba) se mantienen y se apoyan en un factor religioso.

## Genocidio de los nuba
Un estudio de 2001 del Instituto de Investigación de las Naciones Unidas para el Desarrollo Social (UNRISD), hecho público en la Cumbre de Durban contra el Racismo, ha vuelto a poner a Sudán bajo la mirada de la comunidad internacional. Azotado por la pobreza, el hambre y una terrible guerra que ya ha cobrado dos millones de muertos desde 1983, el Sudán ha sido señalado desde Naciones Unidas como un país donde aún persiste la esclavitud, el reclutamiento forzoso de menores y varias clases de discriminación social y racial, así como otras violaciones de derechos humanos.
El estudio del UNRISD, sin embargo, va más lejos, y denuncia el "genocidio" perpetrado contra el pueblo nuba y la "limpieza étnica" en la región del Nilo Azul. 
A pesar del acuerdo de armisticio, los combates en el sur y el este del país continúan entre el Ejército Regular Sudanés, los grupos paramilitares denominados Fuerzas Populares de Defensa (FPD) y las Milicias Murahaleen, partidarios del gobierno islámico de Jartum, frente a las diversas fuerzas aliadas con el grupo de oposición Ejército Popular de Liberación de Sudán (EPLS).
Pero la guerra de Sudán no sólo es un conflicto basado en la lucha religiosa entre un norte islámico y un sur cristiano y animista. La guerra entre el Gobierno del norte y los grupos rebeldes del sur es, en gran parte, una lucha por el control de los recursos naturales de la región. El derrumbe de la economía del norte por la sistemática explotación del suelo ha obligado a las élites mercantiles del norte a expandir sus actividades económicas hacia el sur. Es allí donde se encuentran las fértiles tierras de Renk, la zona petrolífera de Bentiu y los yacimientos de níquel y uranio. Sólo el 5% del suelo sudanés es cultivable, lo que agudiza la lucha por el territorio útil. Además, un 95% de los bosques del este de Sudán ha desaparecido para dejar espacio a los cultivos masivos y, al ritmo actual de la erosión, todos los bosques de la zona nororiental del país se habrán esfumado al finalizar el siglo. Por el contrario, las extensas sabanas y los bosques meridionales se han mantenido más o menos intactos por el aislamiento histórico de la zona y su pobre infraestructura vial. 
Los Nuba son una de las principales víctimas de esta situación en la región meridional de Kordofán. Los Nuba han competido desde el siglo XIX con sus vecinos árabes, los baggara, por el agua y la tierra de esta zona. Hoy en día, el EPLS tiene una de sus bases más fuertes entre esta población. Aislados por la guerra y el ejército, los Nuba no poseen prácticamente nada. No tienen médicos, y carecen en la práctica de abastecimiento alimentario. La guerra lo ha destruido prácticamente todo.
El conocido escritor Bernard-Henri Lévy afirma lo siguiente: "Los Nuba, cansados de ser bombardeados, de comer saltamontes y raíces cocidas, de ver a sus hijos morir de enfermedades nuevas o, por el contrario, olvidados y sin curación posible, terminan por bajar a las llanuras y refugiarse en los "campos de paz" que, en realidad, son centros de selección de mercaderes de esclavos. Había un millón de nubas. Sólo quedan 300.000. ¿Qué pasó con los demás? ¿Muertos, desaparecidos o víctimas de los negreros de Kordofan que les han vendido a las familias árabes de Jartum?"
Según un informe de Naciones Unidas, el Gobierno de Jartum desplegó al ejército en torno a los yacimientos petrolíferos con el fin de garantizar la seguridad de las explotaciones. En septiembre de 2000, cuando se realizó el primer envío de 30.000 barriles de petróleo, los habitantes de la región denunciaron que varios helicópteros sobrevolaron y bombardearon indiscriminadamente blancos civiles. Sin embargo, grandes empresas petroleras extranjeras emplazadas en el país, como las francesas Elf Aquitaine y TotalFina, la italiana AGIP, la austriaca ÖMV Sudan GmbH o la canadiense Talismán, han negado toda responsabilidad respecto a los abusos en los que están implicadas las fuerzas que ellas mismas contrataban para proteger los yacimientos. Lo cual ha sido sistemáticamente ignorado por organizaciones de Derechos Humanos como parte de una situación real, tal como lo hicieron en Ruanda y en Kosovo hasta que la presión internacional hizo insostenible dicha posición.
Según Abdel Asis, líder de los Nuba, es hipócrita creer que la situación regional sea tan solo un conflicto de carácter religioso, y que no existan responsabilidades internacionales derivadas de una guerra convenientemente silenciada:
"¿Cómo es posible que se extermine a un pueblo, que se le ahogue así, dulcemente, sin testigos, sólo porque se encuentra en la ruta del petróleo?".